# Bò Polled Thụy Điển
Bò Polled Thụy Điển, (tiếng Thụy Điển: Svensk Kullig Boskap), thường được biết đến với cái tên viết tắt là SKB, là một giống bò của Thụy Điển. Giống bò này được tạo ra vào năm 1937 từ hai giống bò Thụy Điển khác nhau, bò Red Polled Thụy Điển và bò Fjäll.

## Lịch sử
Cuộc thăm dò Thụy Điển được tạo ra vào năm 1937 với ý định sáp nhập Bò Red Polled Thụy Điển (Thụy Điển: Rödkulla) với Fjällras, một giống bò miền núi khác.:307 Các nhà nhân giống không chấp nhận phân loại mới, và tiếp tục duy trì dòng máu riêng biệt như trước đây.:12–13 Hiệp hội các nhà lai tạo, Sveriges Rödkulleförening, được thành lập cho Rödkulla trong những năm 1960,:13 và một hiệp hội tương tự, Föreningen Svensk Fjällrasavel, được thành lập cho giống Fjäll vào năm 1996.:13 Năm 2004, Rödkulla được công nhận chính thức: một mã số giống (40) được Statens Jordbruksverk, hội đồng nông nghiệp Thụy Điển chỉ định. Hai loại gia súc Fjäll khác nhau được báo cáo cho DAD-IS: Fjällnära Boskap và Svensk Fjällras.
Năm 2014, tổng số lượng bò Polled Thụy Điển được báo cáo là 3074 con.

## Đặc điểm
Bò Polled Thụy Điển có thể là màu đỏ hoặc đỏ và trắng. Giống bò này cụt sừng và thích nghi tốt với các điều kiện ở vùng núi của Thụy Điển.

## Sử dụng
Bò Polled Thụy Điển được coi là một giống bò sữa. Nó chiếm khoảng 0,5% đàn bò sữa quốc gia.